# Rossofuoco (singolo)
Rossofuoco è un singolo del cantautore italiano Mida, pubblicato il 7 ottobre 2023 come terzo estratto dal primo EP Il sole dentro.

## Descrizione
Il brano, scritto dallo stesso cantautore con Emanuele Cotto, Gianmarco Grande, Massimo Barberis e Tommaso Santoni, è prodotto da Gianmarco Grande, in arte GNRD.

## Brano musicale
Il brano musicale è stato pubblicato il 17 maggio 2024 attraverso il canale YouTube del cantautore.

## Classifiche

### Classifiche settimanali
| Classifica (2024) | Posizione massima |
| ----------------- | ----------------- |
| Italia            | 2                 |

### Classifiche di fine anno
| Classifica (2024) | Posizione |
| ----------------- | --------- |
| Italia            | 43        |

## Promozione
Il brano è stato presentato in anteprima nel corso della ventitreesima edizione del talent show Amici di Maria De Filippi.

## Tracce
Testi e musiche di Christian Prestato, Emanuele Cotto, Gianmarco Grande, Massimo Barberis, Tommaso Santoni.
1. Rossofuoco – 2:42